# M
 Ovo je glavno značenje pojma M. Za registracijsku oznaku Malte pogledajte M (registracijska oznaka).
M je 18. slovo hrvatske abecede. Označava bilabijalni nazalni suglasnik. Također je oznaka za:
- oznaka za rimski broj 1000
- u fizici oznaka za masu (m)
- u računarstvu oznaka za prefiks mega (M, 220 = 1.048.576)
- u SI sustavu znak za metar, jedinica duljine i prefikse mili (m, 1/1000) i mega (M, 106)
- međunarodna automobilska oznaka za Maltu

## Povijest
Razvoj slova „M” moguće je pratiti tijekom povijesti:
| protosemitski simbol vode | feničko mem | grčko mi | etruščansko m | latinsko m |
| protosemitski simbol vode | feničko mem | grčko mi | etruščansko m | latinsko m |